# Christo Czernopejew
Christo Czernopejew (bułg. Христо Чернопеев, ur. 1868 w Dermanci, zm. 6 listopada 1915 w Kriwołaku) – oficer armii bułgarskiej i członek ruchu rewolucyjnego w Macedonii, jeden z przywódców Wewnętrznej Macedońskiej Organizacji Rewolucyjnej (WMRO).

## Życiorys
Pracował jako sierżant w armii bułgarskiej od 1889 do 1899. Następnie stał się aktywnym członkiem macedońskiego ruchu wyzwoleńczego i brał udział w aferze Miss Stone w 1901 na górze Piryn. Było to porwane przez WMRO amerykańskiej misjonarski oraz jej ciężarnej przyjaciółki narodowości bułgarskiej.
Po stłumieniu powstania ilindeńskiego w 1903 wraz z Yane Sandanskim i Dimo Hadjidimowem zbudowali podwaliny lewicowego skrzydła WMRO. W tym okresie prowadził zespół w regionie Kilkis i pracował jako instruktor wojskowy w organizacji. Po rewolucji Młodych Turków w 1908 Czernopiew był jednym z założycieli Federacyjnej Partii Ludowej (Sekcja Bułgarska). Od 1911 został członkiem Komitetu Centralnego WMRO, a w 1912 został dowódcą pułku ochotników podczas I wojny bałkańskiej. W 1913 został wybrany na posła do bułgarskiego parlamentu. Podczas I wojny światowej w 1915 roku opuścił parlament i udał się na front jako oficer rezerwy. Czernopiew zginął 6 listopada 1915 w bitwie pod Kriwołakiem z wojskami francuskimi. Został pochowany na dziedzińcu kościoła w Novo Selo, obecnie dzielnica Sztipu. Po przejęciu władzy przez komunistów w Macedonii po drugiej wojnie światowej tabliczka z nazwiskiem jego grobu została zniszczona w 1945. W listopadzie 2010 jego doczesne szczątki oraz szczątki dziesięciu innych bułgarskich oficerów zostały ekshumowane w nieznanych okolicznościach. Później władze Macedonii Północnej zlikwidowały groby, a na ich miejscu zbudowano plac zabaw.

## Dziedzictwo
Szczyt Czarnopiewa na Półwyspie Trójcy na Antarktydzie nosi imię Christo Czernopejewa.